# Егоров, Владимир Павлович (учёный)
Владимир Павлович Егоров (8 февраля 1926, Ленинград — 2004, Курган) — кандидат сельскохозяйственных наук (1964), профессор кафедры агрохимии и почвоведения Курганской государственной сельскохозяйственной академии им. Т. С. Мальцева (1996), заслуженный работник высшей школы Российской Федерации, участник Великой Отечественной войны.

## Биография
Владимир Павлович Егоров родился 8 февраля 1926 года в семье рабочих в городе Ленинграде, ныне город Санкт-Петербург.
В 1936 году вместе с родителями переехал в Алма-Ату.
В годы Великой Отечественной войны, после окончания шести классов, более года работал токарем на военном заводе, в 1943 году по комсомольскому набору был призван на службу в ряды Военно-Морского флота СССР, участвовал в Великой Отечественной войне, был дважды ранен.
После окончания войны экстерном окончил 10-й класс средней школы. В 1955 году окончил биолого-почвенный факультет Казахского государственного университета им. С. М. Кирова. После окончания института Владимир Павлович работал на производстве в качестве инженера-почвоведа и геолога.
В 1963 году Егоров окончил аспирантуру и в 1964 году защитил кандидатскую диссертацию. Был старшим преподавателем кафедры почвоведения Казахского государственного университета им. С. М. Кирова, старшим преподавателем Казахского сельскохозяйственного института, инженером института геологических наук АН Казахской ССР.
С 1964 или 1965 года по 2004 год работал в Курганском сельскохозяйственном институте: в 1965—1967 годах был доцентом кафедры земледелия КСХИ, в 1967—1981 годах — заведующим кафедрой агрохимии и почвоведения КСХИ, в 1981—1982 годах — доцент кафедры агрохимии и почвоведения, в 1982—1996 — и. о. профессора кафедры агрохимии и почвоведения (в 1994 году институт был преобразован в Курганскую государственную сельскохозяйственную академию), в 1996—2004 — профессор кафедры агрохимии и почвоведения КГСХА. Под его руководством было выполнено и защищено 5 кандидатских диссертаций, Владимир Павлович подготовил более 150 выпускников агрономического факультета.
Владимир Павлович Егоров умер в сентябре — октябре 2004 года <уточнить дату и населённый пункт>. Похоронен <где?>.

## Научные труды
Профессор В. П. Егоров занимался почвоведением и физической географией, им составлена эколого-ландшафтная карта Курганской области. Владимир Павлович Егоров является автором учебного пособия «Ландшафтоведение», соавтор двух книг. Он опубликовал более 100 статей в научных изданиях. Комиссией при Президиуме Всесоюзного общества почвоведов Владимир Павлович был включён в число 1000 известных почвоведов XX по числу публикаций в периодических изданиях.
Книги:
- Егоров В.П., Кривонос Л.А. Почвы Курганской области (учеб. пособие для вузов). — Курган: Зауралье, 1995. — 173 с. — 1500 экз. — ISBN 5-87247-068-1.[1]
- Кузнецов П.И., Егоров В.П. Научные основы экологизации земледелия в лесостепи Зауралья (учеб. пособие для вузов). — Курган: Зауралье, 2001. — 366 с. — ISBN 5-87247-220-X.
- Егоров В.П. Ландшафтоведение (учеб. пособие для вузов). — Курган: Зауралье, 2002. — 264 с. — ISBN 5-87247-283-8.

## Награды
- Заслуженный работник высшей школы Российской Федерации
- Орден Отечественной войны II степени, 1 августа 1986 года[2]
- медали, в том числе
  - Медаль «За оборону Кавказа»
  - Медаль «За победу над Германией в Великой Отечественной войне 1941—1945 гг.»

## Память
- Музей почвоведения и геологии имени В. П. Егорова, открыт в сентябре 2018 года в Курганской государственной сельскохозяйственной академии им. Т. С. Мальцева[3]

## Семья
Жена Людмила Андреевна, дочь и сын.